# Saab 340
Saab 340 je švedsko turbopropelersko regionalno potniško letalo. Izdelovalo ga je podjetje švedsko podjetje Saab v 65:35 partnerstvu z ameriškim Fairchild Aircraft. Saab je gradil komponente kot so povsem aluminijasti trup in vertikalni stabilizator. Saabova končna sestavna linija je bila v kraju Linköping, Švedska. Fairchild je bil odgovoren za krila, repni del in ohišje za turboprope.
Letalo je prvič poletelo 25. januarja 1983, proizvodnja je trajala do leta 1998.
Sprva je imelo letalo oznako SF340 (Saab Fairchild), ki se je potem spremenilo v 340A, ko je Fairchild odstopil od projekta. Pozneje so zgradili izboljšani 340B. Zadnja verzija je bila 340B Plus.
Saab 340 je imel po navadi 30-36 potnikov

## Tehnične specifikacije (340B)
- Posadka: 2
- Kapaciteta: 34 potnikov
- Dolžina: 19,73 m (64 ft 8¾ in)
- Razpon kril: 21,44 m (70 ft 4 in)
- Višina: 6,97 m (22 ft 10½ in)
- Površina kril: 41,81 m² (450.0 sq ft)
- Profil krila: NASA MS(1)-0313
- Prazna teža: 8 140 kg (17 945 lb)
- Maks. vzletna teža: 13 155 kg (29 000 lb)
- Motorji: 2 × General Electric CT7-9B turbopropi, 1 305 kW (1 750 KM) vsak
- Propelerji: Dowty Rotol ali Hamilton Standard 14RF19 štirikraki s konstantnimi vrtljaji
- Premer propelerja: 3,35 m (11 ft 0 in)
- Neprekoračljiva hitrost: 522 km/h (282 vozlov, 325 mph)
- Maks. hitrost: 502 km/h (271 vozlov, 312 mph)  (IAS), 0,5 Mach
- Potovalna hitrost: 467 km/h (252 vozlov, 290 mph) na 7 620 m (25 000 ft)
- Hitrost izgube vzgona: 164 km/h (88 knots, 102 mph)
- Dolet: 1732 km (935 nmi, 1076 mi)
- Višina leta (servisna): 7 620 m (25 000 ft)
- Hitrost vzpenjanja: 10,2 m/s (2 000 ft/min)